# CS Sedan Ardennes
Club Sportif Sedan Ardennes, thường được gọi là CS Sedan hoặc đơn giản là Sedan (phát âm tiếng Pháp: [sədɑ̃]), là một câu lạc bộ bóng đá Pháp có trụ sở tại Sedan. Câu lạc bộ được thành lập vào năm 1919 và chơi các trận đấu trên sân nhà tại Stade Louis Dugauguez nằm trong thành phố. Sedan được tài trợ bởi Invicta France và Caisse d'Épargne, sau này là một trong những ngân hàng lớn nhất của Pháp.

## Màu sắc và huy hiệu
Các dải nhà ở của khu vực Sedan luôn bao gồm màu đỏ và màu xanh lá cây, và điều này được phản ánh trong huy hiệu câu lạc bộ. Huy hiệu cũng kết hợp hình ảnh của một con lợn rừng, một biểu tượng của vùng Ardennes, do đó biệt danh của câu lạc bộ là Les Sangliers (lợn rừng).

## Người hâm mộ
Nhóm người hâm mộ của Sedan chủ yếu từ khu vực Ardennes xung quanh, và sự cạnh tranh đặc biệt được dành cho trận derby với câu lạc bộ gần đó Stade Reims. Mặc dù không được biết đến với sự bùng nổ của chủ nghĩa côn đồ, một trận đấu trên sân nhà của Sedan với Paris Saint Germain vào năm 2007 đã được báo cáo rộng rãi sau sự xuất hiện của côn đồ bóng đá Hà Lan từ Utrecht và cuộc chiến tiếp theo của họ với người hâm mộ PSG. Sedan có một nhóm côn đồ nhỏ được gọi là Những chàng trai trẻ, cổ vũ với góc sân vận động được chỉ định của riêng họ và thậm chí cửa hàng quà tặng trực tuyến của riêng họ.

## Sân vận động
- Tên: Stade Louis Dugauguez
- Ngày khánh thành: 10 tháng 10 năm 2000
- Công suất: 24.389
- Kỷ lục tham dự: 23.130 (Sedan vs Guingamp, 12 tháng 5 năm 2006)

## Hiệu suất giải đấu
- Ligue 1: 1955-1971, 1972-1974, 1999-2003, 2006-2007
- Ligue 2: 1953–1955, 1971–1972, 1974–1976, 1983–1986, 1991–1995, 1998–1999, 2003–2006, 2007–2013
- National: 1976–1983, 1986–1991, 1995–1998, 2015–2017
- CFA: 1950–1953, 2014–2015, 2017–
- CFA 2: 2013-14

## Danh hiệu
- Ligue 2
  - Vô địch (1): 1955
- Vô địch quốc gia
  - Vô địch (1): 1990
- Championnat de France amateur
  - Vô địch (1): 1951
- Coupe de Pháp
  - Vô địch (2): 1956, 1961
  - Á quân (3): 1965, 1999, 2005
- Vô địch Trophée des
  - Vô địch (1): 1956
  - Á quân (1): 1961

## Những người hâm mô đáng chú ý
- Élise Bussaglia
- Roger Lemerre